# کورتنی بیکر-ریچاردسون
کورتنی بیکر-ریچاردسون (انگلیسی: Courtney Baker-Richardson؛ زادهٔ ۵ دسامبر ۱۹۹۵) بازیکن فوتبال اهل بریتانیا است.
از باشگاه‌هایی که در آن بازی کرده‌است می‌توان به باشگاه فوتبال لیمینگتون، باشگاه فوتبال ردیچ یونایتد، باشگاه فوتبال نانیتون تاون، باشگاه فوتبال کاونتری سیتی، باشگاه فوتبال کترینگ تاون و باشگاه فوتبال تاموورث اشاره کرد.